# Липки (город)
Ли́пки — город (с 1955) в Киреевском районе Тульской области России. Расположен в 23 км к юго-востоку от железнодорожной станции Щёкино и в 38 км к югу от Тулы. Население — 8325 чел. (2021).

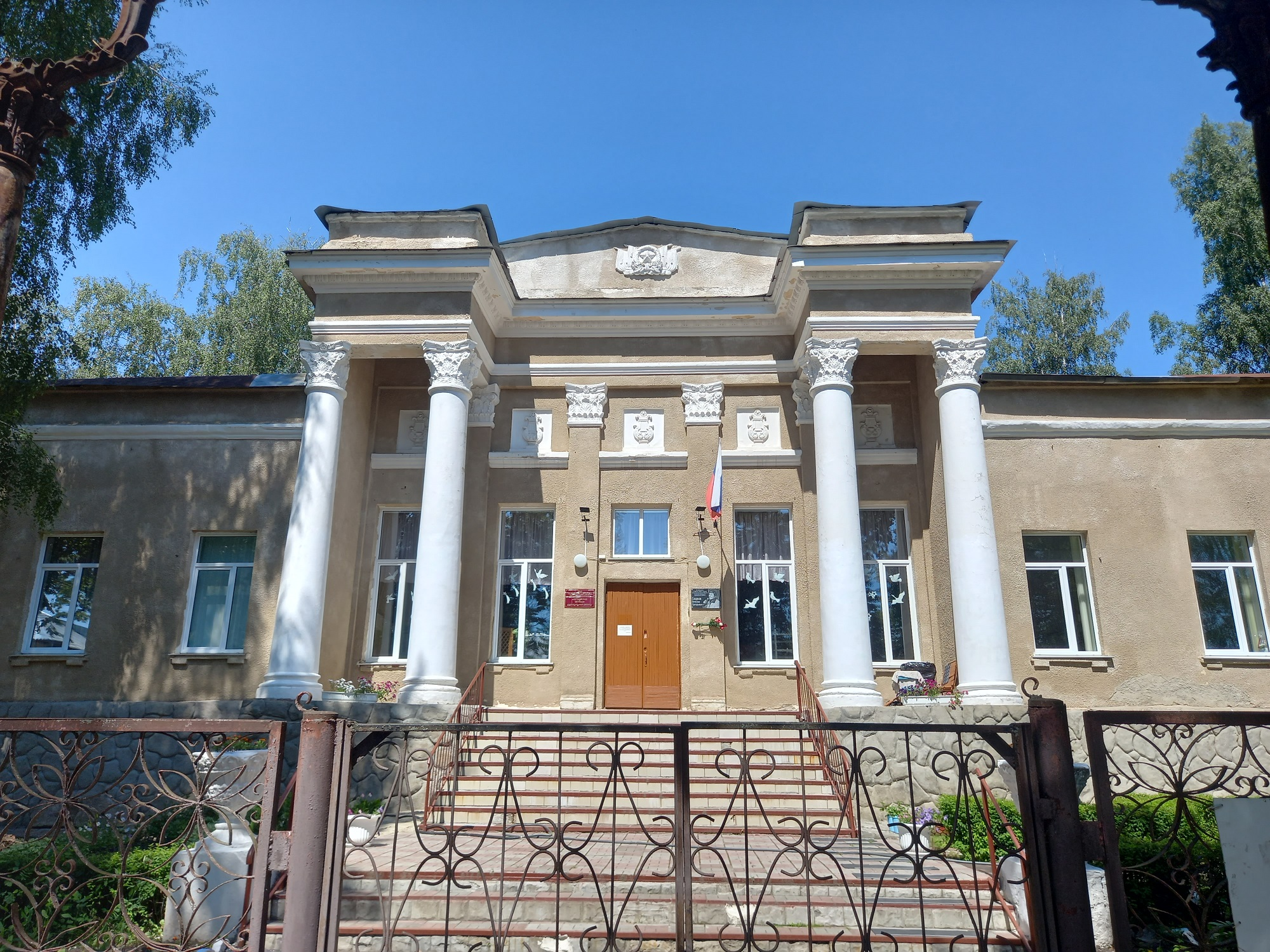
Музыкальная школа в Липках

## Этимология
Ойконим Липки, означающий «селение с липами», распространён в топонимии России.

## История

### История местности во времена Русского Царства

#### Битва на реке Шиворонь 1552 года
Битва московского войска Ивана Грозного против крымскотатарской орды Девлета I Герея, осаждавшей Тулу и разорявшей её окрестности. Победы русских войск над крымскотатарской ордой под стенами Тульского кремля и на берегах реки Шиворонь остановили набег крымских татар на тульскую землю 1552 года и послужили прологом к успешному походу в Казанское ханство и взятию Казани
Первое подробное описание того места, где сегодня стоит город Липки и его окрестностей содержится в «Книге Большому Чертежу» редакции 1627 года. В книге приводится топографическое и географическое описание земель, лежащих в междуречье рек Упа и Шиворонь (Шиворона).

### Основание города
В 1940-х гг. в окрестностях деревни Липки началась разработка бурого угля в пределах Подмосковного угольного бассейна.
В 1951 году центральный посёлок Липковских шахт отнесён к категории рабочих посёлков с названием Липковский.
В 1955 году рабочий посёлок Липковский Дедиловского района получил статус города и ему было присвоено наименование Липки.
С 2006 года административный центр муниципального образования (городского поселения) «город Липки».
В 2009 году из части города Липки был образован сельский населенный пункт посёлок Комсомольский, в рамках административно-территориального устройства оставшийся в подчинении администрации города Липки, а в рамках организации местного самоуправления он остаётся в составе городского поселение город Липки.

## Население
| 1959    | 1967    | 1970    | 1979    | 1989    | 1992    | 1996    | 1998    | 2000    |
| ------- | ------- | ------- | ------- | ------- | ------- | ------- | ------- | ------- |
| 19 435  | ↘16 000 | ↘14 468 | ↘11 924 | ↘10 355 | ↗10 500 | →10 500 | ↘10 400 | ↘10 100 |
| 2001    | 2002    | 2003    | 2005    | 2006    | 2007    | 2008    | 2009    | 2010    |
| ↘10 000 | ↘9843   | ↘9800   | ↘9700   | ↘9600   | →9600   | ↗9700   | ↗9830   | ↘8719   |
| 2011    | 2012    | 2013    | 2014    | 2015    | 2016    | 2017    | 2018    | 2019    |
| ↘8700   | ↗8759   | ↗8874   | ↗8950   | ↗9011   | ↗9048   | ↘8976   | ↘8541   | ↘8230   |
| 2020    | 2021    |         |         |         |         |         |         |         |
| ↘8122   | ↗8325   |         |         |         |         |         |         |         |

На 1 января 2025 года по численности населения город находился на 967-м месте из 1124 городов Российской Федерации.

## Современное состояние
До 1991 года велась добыча угля, производство стройматериалов (кирпичный завод, завод металлоконструкций), пищевая промышленность (молочный завод, хлебокомбинат).
По состоянию на 2009 год: добыча угля прекращена, работает кирпичный завод, завод металлоконструкций восстановлен компанией НПО «Пульс» в виде производственной площадки по выпуску противопожарной продукции, к строительству завода детского питания не приступали, хлебокомбинат работает, молочный завод отсутствует. В настоящее время не развивается. Железнодорожная станция закрыта, железнодорожное полотно от границы со Щёкинским районом до г. Киреевск разобрано и сдано как лом черных металлов на приёмные пункты. Автомобильные дороги разрушены, восстановительные работы не ведутся. Население сократилось до численности около 9000 человек, идёт интенсивное вымирание граждан пенсионного и предпенсионного возраста. Количество рабочих мест недостаточно, предлагаемые — с низким уровнем заработной платы. Работоспособное население, в основном, уезжает работать в Москву и Тулу.
Город имеет веерообразную планировку. Имеет самый сохранившийся и наиболее цельный градостроительный ансамбль, что объединяет его с Суздалем. Центральная улица-аллея изобилует скульптурами сталинской эпохи, практически все здания города выстроены в едином стиле шахтёрских городов послевоенной эпохи.
Летом 2012 года было восстановлено дорожное полотно на центральных улицах. Началась стройка трёхэтажного дома для людей, стоящих в очереди на жильё.

## Город в кино
В 1999 году в Липках прошли съемки фильма «Свадьба» (режиссёр-постановщик Павел Лунгин).
В 2006 году проходили съемки четырехсерийного художественного фильма  «Последняя исповедь" ( Посвящён деятельности легендарной подпольной антифашистской комсомольской организации «Молодая гвардия»).